# フロージ
フロージ（古ノルド語:Fróði、古英語:Frōda）とは、様々な文献に見られる伝説的なデンマークの王の名である。
例えば『ベーオウルフ』、スノッリ・ストゥルルソン著『散文のエッダ』『ユングリング家のサガ』、サクソ・グラマティクス著『デンマーク人の事績』、そして『グロッティの歌』などに見られる。中高ドイツ語の叙事詩『ラーベンシュラフト (Rabenschlacht) 』にも、デンマーク王がこの名前で端役として登場する。この称号は恐らく北欧の神フレイに由来する。
日本語ではフロジ、フロディ、フロデなどの表記ゆれがある。

## フリズレイヴの子として
『グロッティの歌』に登場するフロージは、フリズレイヴ(Fridleif)の息子であると言われている。『ユングリング家のサガ』第11章によれば、彼が所有する蜜酒の樽の中に、親しくしていたスウェーデンのフィヨルニル王が転落し、溺死している。スノッリ・ストゥルルソンは『散文のエッダ』第二部『詩語法』においてこのフロージが皇帝アウグストゥスと同時代の人でありキリストがこの頃誕生したと記した上で、フロージ治世の平和について解説している。アイスランド語のこの文献は、このフロージを非常に早い時期のデンマークの王だとしているが、『デンマーク人の事績』（5巻目）においてサクソは、フロージをその統治者の血統の中では遅い時期の人だ説明している。しかしサクソも、アウグストゥスと年代的には同時期であることを考慮し、キリスト誕生にも言及している。

## ハルフダンの父として
『ユングリング家のサガ』第25章と『デンマーク人の事績』によれば、フロージはハルフダン(Halfdan)の父であった。『ユングリング家のサガ』では父はダン王とし、フロージが〈高慢の〉または〈温和の〉と呼ばれていたことを伝えている。彼は5世紀か6世紀に生きていたとされる。後に『ユングリング家のサガ』第26章においてスウェーデンの王エギルが奴隷のトゥンニ（またはチュンニ）を倒すのを助けた〈勇敢なフロージ〉と同じ王と考える人もいる。エギルはデンマークへの貢納はしなかったが半年ごとに贈り物をしていた。しかし続く第27章では彼の息子オーッタル（またはオッタル。(Ohthere)）はフロージと不仲であり貢納を断ったことから、デンマークとスウェーデンの間に争いが起こった。

## インギャルドの父として
インギャルド(Ingjald)の父フロージとは、『ベーオウルフ』におけるインゲルドの父親にしてヘアゾベアルド (Heathobards) の王フロデである。ヘアドバルゾ族の存在は古代北欧語のテキストでは無視された。このフロージはヘアゾベアルド人とデネ人の間にある遠大な敵意を持つハルフダンの兄としてたまに登場し、ハルフダンとフロージという兄弟間の家族内遺恨に発展する。フロージはハルフダンを殺害し、彼はハルフダンの息子ハルガとフロースガールによって殺される。サクソ・グラマティクスは、このフロージを非常に後期の伝説的な王に設定している。サクソはこの遺恨話に幾つか触れているが、ハルフダンとの関係は一切出てこない。代わりにサクソは、このフロージがサクソン人によって殺されたことやその方法、遺恨を解消させるため彼の息子インゲルドとサクソンの王女が政略結婚したものの叙事詩『ベーオウルフ』にある予言と同様それが失敗に終ったこと等に言及している。

## その他の記述
- スウェーデン南部のイドル高地発祥の伝説は、フロデとして知られる王がスメン湖 (Sommen) を作ったとされる牛のウルコン(Urkon)に殺された、と伝えている。

### 『デンマーク人の事績』
『デンマーク人の事績』は、6人のフロージ(Frothos)について伝えている。
- Frotho I
- Frotho II
- Frotho III
- Frotho IV
- Frotho V
- Frotho VI

## 現代の表記
Fróðiの表記は、アイスランド語やフェロー語では今も使われており、そしてFrothoやFrodoとラテン語化されて現れる。この名前の表記は、J・R・R・トールキンによる『指輪物語』の主要登場人物（邦訳作中ではフロド）の名で使用されている。他の英語化された表記にはFrode、Fródi、Fróthi、Frodhiがある。デンマーク語、ノルウェー語、スウェーデン語での表記はFrodeである。名前の意味は「利口、博識、賢明」といったものである。
2008年時点で、スカンディナヴィアにいるFrodeという名前の人数は、ノルウェーに約11384名、デンマークに約1413名、スウェーデンに約307名である。